# Бушков, Александр Александрович
Алекса́ндр Алекса́ндрович Бушко́в (род. 5 апреля 1956, Минусинск, Красноярский край, РСФСР, СССР) — российский писатель, работает в жанрах остросюжетного детектива и фэнтези, автор публицистики на исторические темы.
Начинал писательскую карьеру в редакции «Молодой гвардии» под руководством Владимира Щербакова, которая принадлежала к школе Ивана Ефремова. Член Союза писателей России. Лауреат главного приза литературной премии имени И. А. Ефремова 2021 года.
Как утверждается на личном сайте писателя, совокупный тираж его литературных произведений превышает 17 миллионов экземпляров.

## Биография
Родился в Минусинске 5 апреля 1956 года. Имеет в роду польские корни (утверждает, что «имеет отношение к литвинам»). Учёба в школе ему давалась трудно — в одном из интервью он признался, что был двоечником и хулиганом.
В 1972 году семья Бушкова переехала в соседний Абакан. После окончания средней школы от дальнейшего образования отказался. Писать начал в возрасте двадцати лет. Первая повесть была опубликована в 1981 году, первая книга — в 1986 году.
В это же время Бушков переехал в Красноярск. До начала писательской карьеры работал почтальоном по доставке телеграмм, грузчиком, страховым агентом, рабочим геофизической экспедиции, работником театра.
Несмотря на отсутствие высшего образования, занимался самообразованием и прочёл большое количество книг. 
По словам писателя, его личная библиотека настолько многочисленна, что впоследствии ему пришлось достроить второй этаж у своего загородного дома. До гибели губернатора Красноярского края Александра Лебедя совмещал писательскую деятельность с работой в качестве советника губернатора. Александр Бушков женат.

## Литературная деятельность
Писать Александр Бушков начал ещё в конце 1970-х. Первая его повесть, «Варяги без приглашения», была напечатана в 1981 году в журнале «Литературная учёба», а в 1986 году в Красноярском книжном издательстве вышла первая книга — «Стоять в огне», куда вошли 3 повести и 5 рассказов в жанре фантастики. Также произведения печатались в журналах «Урал» и «Вокруг света».
В годы перестройки Бушков выступал как публицист правого толка. Его перу принадлежит несколько переводов рассказов польских фантастов в сборнике «Истребитель ведьм» (включая первые переводы на русский рассказов Анджея Сапковского о Ведьмаке), рассказов Роберта Говарда («Крылья в ночи», «Пламень Ашшурбанипала»).
Всероссийскую известность Александр Бушков приобрёл в середине 1990-х, после выхода фэнтези-дилогии о Станиславе Свароге — «Рыцарь из ниоткуда» и «Летающие острова». Цикл книг о Свароге выходит до сих пор и, как говорит сам Александр Бушков, заканчивать в обозримом будущем выпуск полюбившейся читателям серии он не будет.
К началу 2000-х автор достиг пика своей популярности. Кульминацией достижений Бушкова стало подписание договора с московскими продюсерами о правах на экранизацию одного из самых популярных произведений автора — боевика «Пиранья». По словам самого Бушкова, он не принимал участия в работе над киносценарием.
Бушков работает во многих жанрах: фэнтези, боевик, детектив, научная фантастика, альтернативная история, ужасы, детективная фантастика, историко-публицистическое исследование. Сам он утверждает, что написание книг воспринимает как работу, следовательно, не имеет права не писать или сделать для себя длительный творческий отдых. Он считает, что писатель должен творить независимо ни от чего, руководствуясь известным изречением «Ни дня без строчки!». А. Бушков признается, что пишет практически без перерывов и только так может держать себя в творческом тонусе. На вопрос «Пьёте ли Вы?» А. Бушков ответил, что месяц работает на износ, потом выпивает ведро водки, сутки приходит в себя и продолжает писать дальше. На вопрос «Как можно сохранить литературную ценность произведения при столь ударных темпах написания?» А. Бушков ответил, что Александр Дюма-отец написал за свою жизнь 300 книг. Из них известными стали четыре-пять.
Большинство героев повестей или романов А. Бушкова, в особенности герои Шантарского цикла — люди сильные, наделенные мощнейшей волей и ментальностью. Они постоянно попадают в различные проблемные ситуации критического характера, находясь на грани между жизнью и смертью, но благодаря специальной подготовке, обычно полученной на военной службе, а также исключительной вере в себя, собственную силу духа им удается пройти все испытания судьбы и победить врагов.
Базовый сюжет, постоянно повторяющийся в боевиках и фантастических книгах Бушкова — боевой поход (выполнение миссии, отход после миссии или бегство от сильного врага), который выполняет главный герой или небольшой сплочённый отряд под его предводительством. В фантастике автор отдаёт дань апокалиптике и постапокалиптике; начиная уже с «Анастасии» в его книгах регулярно встречаются описания миров, являющихся наследниками некогда погибшей высокоразвитой цивилизации.

### Публицистика
В статье, вышедшей в июне 1989 года, Александр Бушков писал, что антисемитизм является мотивированной реакцией преследуемого и опозоренного русского народа; «многие руководители еврейского происхождения активно участвовали во всех геноцидах русского народа».
С 1997 года выходит цикл произведений под названием «Россия, которой не было», который посвящён ревизии принятых в исторической науке концепций; к достижениям профессиональных историков он относится последовательно скептически и предлагает свою трактовку исторических событий (в ранних работах ряд его выводов соприкасается с выводами Анатолия Фоменко: тезис о тождестве Руси и Орды, русских князей и татарских ханов; в более поздних работах он от них отказался и подвергает критике концепцию самого А. Т. Фоменко). Публицистические исследования Бушкова зачастую являются всего лишь популяризацией идей других авторов.
От имени Бушкова издаётся также серия «Александр Бушков. Загадки истории», в которой печатаются авторы, излагающие «нетрадиционный» взгляд на исторические события.
Бушков критикует «интеллигенцию», считая что именно от этой категории людей на протяжении XIX—XX веков исходили наибольшие беды для России. Ему принадлежат слова: «Когда мы в России будем жить хорошо? Когда вся интеллигенция вымрет, пить начнём по графику, а всё остальное время работать как следует, а не как захочется».
А. Бушков крайне отрицательно относится к деятельности Петра I, считая его самым деструктивным правителем России из династии Романовых, наряду с Николаем II (которого он называет «ублюдком»). А. Бушков симпатизирует Путину, что прослеживается как в книге «Дом с привидениями. Хроника мутного времени», посвященной неоднозначным событиям 1991—2000 годов, так и в последней работе автора под названием «Владимир Путин. Полковник, ставший капитаном». В ней писатель сравнивает Путина с «антикризисным менеджером», а также с кардиналом Ришельё В одном из интервью Бушков назвал Путина «отличным антикризисным управляющим».
Книга Бушкова «Планета призраков» — попытка такого же опровержения академических теорий и в биологии, где он обрушивается с критикой на дарвинизм, обвиняя учёных-эволюционистов в сговоре, подтасовке фактов, а также ставит под сомнение их психическую нормальность. Объявляются заведомо ложными реконструкции строения тела предков людей на том основании, что в руках учёных нет ни одного полного скелета такого существа (то есть, по сути, отвергается возможность использования в антропологии аналогий и принципа актуализма вообще). Приводятся примеры замалчивания «официальной наукой» материальных свидетельств гораздо более раннего появления человека современного типа (вплоть до нахождения останков человека в ненарушенных геологических слоях возрастом в десятки и даже сотни миллионов лет) и даже репрессий «научной мафии» в отношении учёных, настаивавших на исследовании таких свидетельств. Бушков крайне отрицательно относится к академику Н. И. Вавилову, противопоставляя ему академика Т. Д. Лысенко. В данной работе Бушков прямо заявляет, что считает библейскую истории происхождения Земли и человека более убедительной, нежели эволюционную теорию, то есть, фактически, объявляет себя сторонником креационизма.
В работе «Чингисхан: Неизвестная Азия» автор отказывается от высказанного «России, которой не было» согласия с теорией Фоменко и развивает теорию об азиатском происхождении русского народа, а также утверждает, что Чингисхан реально существовал, но был одним из тюркских ханов и не имеет никакого отношения к Монголии и монголам. По мнению Бушкова, восточные походы «татаро-монгол» просто выдуманы, а вот его завоевания в Европе — реальность. Параллельно автор снова обрушивается на историческую науку, в том числе на европоцентризм историков, представляющий собой безосновательное убеждение в первичности европейской цивилизации и восприятии Европы как единственного источника культуры, науки и цивилизации.

### Подделки под Бушкова
В 2005 году неизвестными лицами был издан под именем Бушкова роман «Не снимая маски». Сам Бушков не признал авторство и заявил, что никогда не писал ничего подобного. Фальшивое издательство «Фениксчер-пресс», от имени которого было осуществлено издание, базировалось на Украине, но в выходных данных книг был указан Санкт-Петербург.

## Критика
Исторические сочинения Бушкова подвергались ответной критике профессиональных историков. Так, Глеб Елисеев в статье «Историк России, которого не было» отмечает вульгаризацию взглядов оппонентов (точка зрения, подаваемая Бушковым как «официальная», на самом деле в науке не принята или является устаревшей), подмену аргументации вымышленными примерами, игнорирование исторических источников, противоречащих его концепции, далеко идущие отождествления (например, Рима с Китаем), построенные на поверхностной аналогии.
В области биологии Бушкова обвиняют в дилетантизме, замене анализа фактов апелляциями к бытовому здравому смыслу и логическим рассуждениям, базирующимся на недоказанных положениях. Отмечается, что критика Бушкова посвящена, в основном, устаревшим научным теориям и интерпретациям фактов и находок, сделанным до середины XX века. При этом Бушков неявно ставит знак равенства между первоначальным дарвинизмом полуторавековой давности вкупе с теориями Ламарка и современной теорией эволюции, игнорируя произошедшие за последние десятилетия существенные изменения в научных представлениях о механизмах и ходе эволюции. Некоторые из приводимых Бушковым «сенсационных фактов» вроде пересекающихся дорожек следов человека и динозавров являются просто старыми, давно опровергнутыми газетными утками. Он высказывает нелепые с точки зрения современной биологии утверждения, например, заявляет, что одновременное существование нескольких видов людей опровергает эволюцию человека. В действительности общепринятая в настоящее время теория состоит в том, что Homo sapiens вытеснил другие виды, возникшие более-менее одновременно с ним и некоторое время существовавшие параллельно. Обосновывая реальность «всемирного потопа», Бушков приводит цитаты 60-летней(!) давности, игнорируя современную теорию тектоники литосферных плит, как раз и дающую ответы на приводимые им «вопросы, ответить на которые наука бессильна». В области биологии стоит отметить критический анализ «Газетные утки в клюквенном лесу», написанный о главах книги Бушкова Павлом Волковым.
Историк Дмитрий Володихин причисляет исторические книги Бушкова к жанру фолк-хистори.
Отдельной критике у Володихина подвергается манера повествования Бушкова:

А. А. Бушков, автор детективных романов и классического произведения фолк-хистори «Россия, которой не было», уже в предисловии делит читательскую аудиторию на две части: «Те, кто привык механически принимать на веру всё, о чём гласят толстые, умные, написанные учёным языком книги, могут сразу же выбросить сей труд в мусорное ведро. „Россия, которой не было“ рассчитана на другую породу людей — тех, кто не чурается дерзкого полета фантазии, тех, кто старается доискаться до всего своим умом и рабскому следованию авторитетам предпочтёт здравый смысл и логику». Так всякому скептически настроенному читателю исподволь навязывается комплекс вины, всякий сторонник научного знания попадает в разряд людей, лишённых «дерзкого полёта фантазии». Тот, кто выбрал эмоционально более выгодную позицию союзника автора, подсознательно настроен обходить вниманием даже очевидные фактические ошибки и просчёты в логике.— Володихин, Д: «Место новой хронологии в фолк-хистори»
На конвенте Зиланткон-2005 в Казани писателю был присуждён антиприз «Антизилант» — мешочек с мелочью общей суммой в 7 рублей 2 копейки с формулировкой за достижение максимального коммерческого успеха при минимальном творческом вкладе за серию романов «О Свароге».